# 갯버들
갯버들은 한국·중국·일본 등지에 분포하는 낙엽 활엽관목이다.

## 생태
높이는 1~2m 정도이다. 뿌리 근처에서 많은 가지가 나며 어린 가지에는 황록색 털이 있으나 점차 없어진다. 잎은 거꿀바소꼴 또는 넓은바소꼴이며 길이 3~12cm, 나비 3~30mm로 양끝이 뾰족하고 톱니가 있으며 잎 뒤쪽에 융모가 있다. 잎자루는 길이 3~10mm이다. 꽃은 잎보다 먼저 4월에 피며 암수딴꽃으로 수술은 2개이다. 암술머리는 4개이며, 열매는 긴타원형이고 길이 3mm 정도로서 털이 있다.

## 쓰임새
하천이나 제방의 방수림으로 많이 심는다.

## 사진

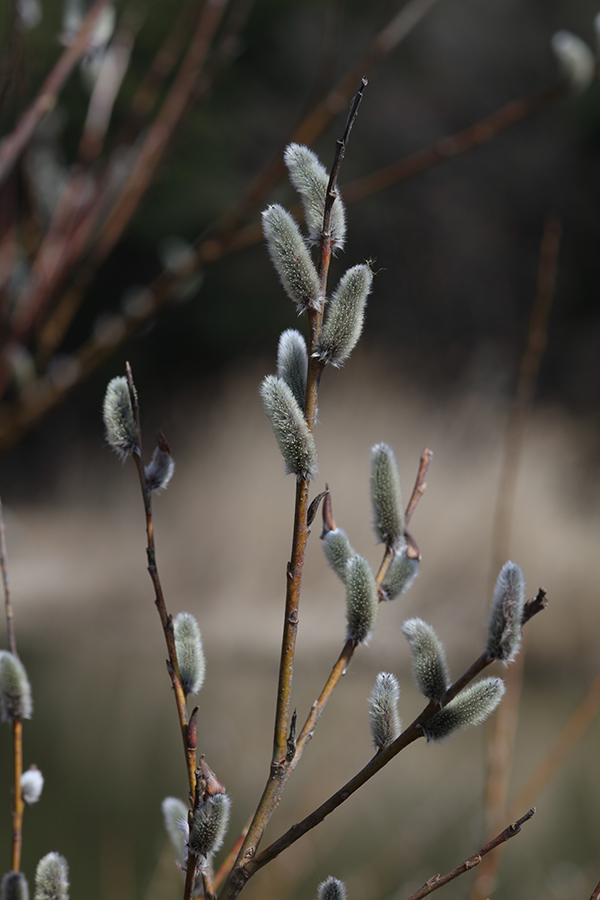
갯버들 (암그루)
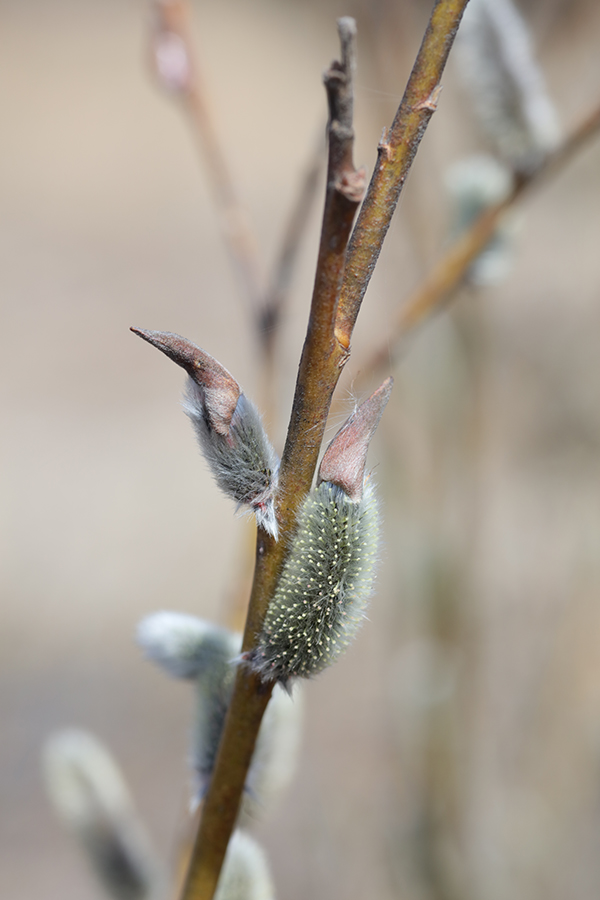
갯버들 (암그루)
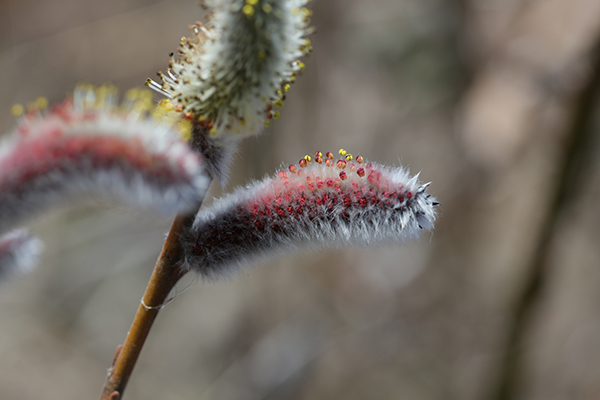
갯버들 (수그루)
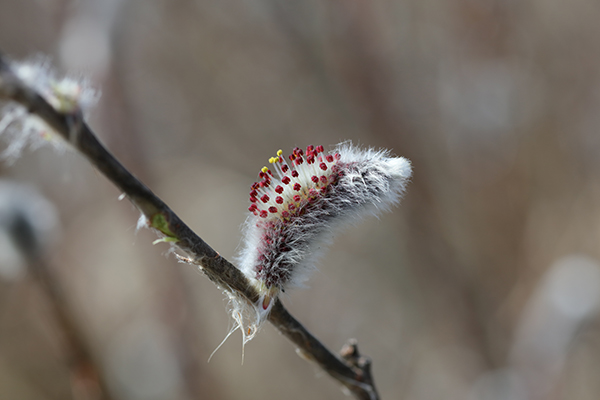
갯버들 (수그루)